# Nicola Ayroldi
Nicola Giovanni Ayroldi (Molfetta, 2 maggio 1965) è un ex arbitro di calcio italiano.

## Biografia
È fratello dell'ex assistente arbitrale internazionale Stefano Ayroldi. Anche suo nipote Giovanni (figlio di Stefano) ha intrapreso la carriera arbitrale.

## Carriera
Appartenente alla Sezione AIA di Molfetta, ha debuttato come arbitro il 10 maggio 1987 in occasione dell'incontro di Promozione Puglia tra il Real Taranto e il San Pietro Vernotico: in tale occasione, anziché arbitrare la partita, decretò la vittoria a tavolino per i padroni di casa visto il mancato arrivo - senza preavviso - della formazione ospite.
Viene promosso alla C.A.N. C nel 1994, e dopo aver totalizzato 72 presenze in Serie C1 (compresa la finale play-off di Serie C1 del 1999 tra Pistoiese e Lumezzane), nel 1999 viene promosso di categoria per scelta dell'allora designatore Pierluigi Pairetto. L'anno successivo debutta in Serie A con la gara Perugia-Udinese. Nel 2000 è decorato con il Premio "Giorgio Bernardi", destinato al miglior giovane arbitro debuttante in Serie A.
Nel giugno 2001 è protagonista di un disdicevole episodio assieme al collega arbitro C.A.N. Riccardo Pirrone: dopo una riunione tecnica a Coverciano, s'innesca un diverbio tra i due, e secondo quanto riportato da Pirrone, questi sarebbe stato aggredito da Ayroldi. L'arbitro molfettese verrà sospeso 5 mesi dall'AIA per punizione, mentre Pirrone decide di dimettersi, non essendosi sentito adeguatamente tutelato (per questo, avrebbe poi sporto denuncia per lesioni di fronte alla giustizia ordinaria).
Il campionato di Serie A 2005-2006 è quello che lo proietta nel novero degli arbitri più utilizzati. Gli viene assegnata anche l'andata dello spareggio per la permanenza in Serie B tra Avellino e AlbinoLeffe.
Nel 2007 il suo nome sale alla ribalta dopo la discussa direzione nel match di Serie A tra Messina e Palermo (dove non concede ai palermitani un netto calcio di rigore per fallo su David Di Michele e convalida, su indicazione dell'assistente Alessandro Griselli, un goal ai messinesi viziato in partenza da un evidente fuorigioco): il direttore sportivo del Palermo Rino Foschi dichiara di voler denunciare l'arbitro per essere stato, a suo avviso, da lui provocato e irriso nell'intervallo della gara.
Il 2 novembre 2008, in occasione della partita di Serie A Sampdoria - Torino, viene duramente criticato dal presidente granata Urbano Cairo per avere annullato un gol regolarissimo all'attaccante granata Nicola Amoruso.
Nel giugno 2009, dopo dieci campionati ad alto livello e 98 gare arbitrate in Serie A, decide di dimettersi dalla C.A.N., anticipando così il proprio congedo per limiti d'età (45 anni per gli arbitri).
Per due anni (dal 2009 al 2011) è stato vice commissario alla C.A.N. D.
Per la stagione 2011-2012 è inquadrato come vicecommissario della CAN PRO, carica confermata fino al 2015.
Per la stagione 2015-16 è inquadrato come osservatore arbitrale in CAN B. Due anni dopo, il 1º luglio 2017, viene ufficializzata la sua promozione a osservatore in CAN A. Nel marzo 2019 invece diventa presidente del comitato arbitri regionali della Puglia.
Nelle stagioni 2022-2023 e 2023-2024 è un componente in CAN C. Nella stagione 2024-25 non viene confermato.